# Riverland Dubai
Riverland Dubai est une zone commerciale et de divertissement situé au coeur de Dubai Parks and Resort, à Dubaï aux Émirats Arabes Unis. Il s'agit d'une zone qui permet d'accéder principalement aux parcs à thèmes du resort.

## Une Zone de Commerce
Riverland Dubai est divisé en 4 zones thématiques :

### The French Village
Il s'agit ici d'une reconstitution d'une ville médiévale française à l'architecture européenne de la fin des années 1600. The French Village possède également des restaurants inspirés du style Méditerranéen.

#### Les Boutiques
- Boots
- I Love Dubai
- Gallery One
- Wired Up
- Havaianas

#### Les Restaurants
- Pascal Tepper
- Giraffe
- The Bagel Bar
- McDonald's
- Olive Garden
- Starbucks
- Le Pain Quotidien
- Leopold's Of London

### Boardwalk
Le thème est le début des Amériques dans les années 1950. Cette zone est animée par des jongleurs à des spectacles.

#### Les Boutiques
- Etisalat
- Tarsam Image
- Sun Eye

#### Les Restaurants
- The Coffee Club
- Super Chix
- Tortilla
- Ella's Creamery
- Fuzziwig's Candy Factory
- Galito's
- Famous Dave's
- Shake Shack
- 800° Dregrees

### India Gate
Musiciens et acrobates accueillent chaleureusement les visiteurs dans cette zone. Une impressionnante sculpture artistique est présente.

#### Les Boutiques
- Feet First
- Maharaja

#### Les Restaurants
- Costa Coffee
- Al Mashowa
- Barbecue Delights
- Bol Gappa
- Haru  Robatayaki
- Jamba Juice
- Wok Chi
- Shrimpy

### The Peninsula
C'est le cœur de Riverland Dubai. Entouré par la rivière, divers festivals et concerts sont organisés dans le grand espace extérieur. Le thème architectural du XIXe siècle ajoute au caractère de cette place qui relie les différents quartiers de Riverland Dubai via des ponts impressionnants.

#### Les Restaurants
- ECCO Pizza & Pasta
- Katsuya By Starck
- The Irish Village
- Big Chefs Cafe @ Brasserie

## Une Zone de Divertissement
Riverland Dubai propose également des événements à longue et courte durée, telle que :
- Rythm On The River
- Fairy Tales On The River
- Xtreme Acts On The River
- Festive On The River
- National Day One The River

## Lien Externe
- Site Officiel